# HMS Verdun (L93)
«Вердан» (англ. HMS Verdun (L93)) — військовий корабель, ескадрений міноносець «Адміралті» типу «V» Королівського військово-морського флоту Великої Британії за часів Першої та Другої світових війн.
«Вердан» був закладений 13 січня 1917 року на верфі компанії Hawthorn Leslie and Company у Геббурні. 21 серпня 1917 року він був спущений на воду, а 3 листопада 1917 року увійшов до складу Королівських ВМС Великої Британії.
Есмінець брав участь у бойових діях на морі в Першій та Другій світових війнах, бився в Північній Атлантиці, супроводжував конвої. За проявлену мужність та стійкість у боях бойовий корабель заохочений двома бойовими відзнаками.

## Історія служби

### 1939—1940
З початком Другої світової війни перебував у складі Домашнього флоту. З квітня 1940 року у складі Південно-Західних підходів залучався до протичовнової оборони узбережжя. 3 квітня на чолі групи есмінців «Велокс», «Монтроз», «Вейкфул», траулера «Лідс Юнайтед» та двох французьких есмінців вийшов на забезпечення супроводу конвою OG 24, що мав виходити з Гібралтару.

### 1942
1 березня 1942 року з порту Рейк'явіка до Мурманська у супроводі ближнього ескорту вирушив конвой PQ 12, який налічував 16 вантажних суден зі стратегічно важливими матеріалами та військовою технікою для Радянського союзу. 3 та 5 числа з Рейк'явіка та зі Скапа-Флоу відповідно вийшли сили далекого океанського супроводження. У той же час з Росії вийшов назустріч конвой QP 8. Місцем рандеву для транспортних конвою та кораблів ескорту визначався норвезький острів Ян-Маєн.
За даними британської розвідки на перехоплення транспортних конвоїв німці зібрали рейдову групу на чолі з лінкором «Тірпіц». Невдовзі після виходу німецького рейдера з норвезького фіорду підводний човен «Сівулф» виявив його у відкритому морі. Обидва угруповання кораблів здійснили спробу напасти на противника, але марно. Урешті-решт «Тірпіц» повернув додому, а 12 березня 1942 року конвой PQ 12 благополучно прибув до Мурманська, не втративши жодного корабля чи судна.